# Агиррегарибия, Мартин
Марти́н Агиррегаби́рия Пади́лья (исп. Martín Agirregabiria Padilla; род. 10 мая 1996, Витория-Гастейс) — испанский футболист, защитник клуба «Картахена».

## Клубная карьера
Агиррегабирия — воспитанник клуба «Алавес». 30 ноября 2017 года в поединке Кубка Испании против «Хетафе» Мартин дебютировал за основной состав. 4 декабря в матче против «Жироны» он дебютировал в Ла Лиге. 31 октября 2018 года в поединке национального кубка против «Жироны» Мартин забил свой первый гол за «Алавес».
18 июля 2022 года Агиррегабирия в качестве свободного агента подписал трехлетний контракт с португальским клубом «Фамаликан».

## Международная карьера
В 2019 году Агиррегабирия в составе молодёжной сборной Испании выиграл молодёжный чемпионат Европы в Италии. На турнире он принял участие в матчах против команд Италии, Бельгии, Польши, Франции и Германии.

## Достижения
Международные
Испания (до 21)
- Чемпион молодёжного чемпионата Европы: 2019